# As Time Goes By
"As Times Goes By" é uma canção de jazz escrita por Herman Hupfeld em 1931. Tornou-se famosa quando foi apresentada no filme Casablanca de 1942, cantada por Dooley Wilson como Sam. A canção foi eleita para a segunda posição na lista 100 Years...100 Songs da American Film Institute, que classifica as melhores músicas do cinema americano sendo superada apenas por "Over The Rainbow" do The Wizard of Oz (1939). A National Public Radio (NPR) a incluiu em sua "NPR 100", uma lista de 1999 das obras musicais americanas mais importantes do século XX, compilada pelos editores.
A canção é notoriamente usada na cultura popular para ser um reflexo da nostalgia e frequentemente aparece em cenas de filmes e séries que refletem esse sentimento. Desde 1999, uma versão instrumental dos compassos finais da canção acompanha o logotipo do estúdio de muitas produções da Warner Bros. Pictures e da Warner Bros. Television, em referência à produção do estúdio de Casablanca.
Em 2010, a versão interpretada por Dooley Wilson recebeu o prêmio Grammy Hall of Fame.

## História
Herman Hupfeld escreveu "As Time Goes By" para o musical da Broadway Everybody's Welcome que estreou em 31 de outubro de 1931. No espetáculo original, a canção foi cantada por Frances Williams. A primeira gravação ocorreu em 25 de julho de 1931 sendo interpretada por Rudy Vallée pela Victor Records e depois também por Jacques Renard e sua Orquestra pela Brunswick Records e Fred Rich. Em 1932, Binnie Hale gravou a canção. Elisabeth Welch a incluiu em seu número de cabaré logo após seu lançamento. Em termos de popularidade na época, a canção foi um sucesso modesto.
A canção foi reintroduzida no filme Casablanca de 1942 onde foi cantada por Sam, retratado por Dooley Wilson. O acompanhamento de piano de Sam foi tocado por um pianista de estúdio, Jean Vincent Plummer; já que Wilson era apenas baterista. A melodia é ouvida ao longo do filme como um leitmotiv. O ator não conseguiu fazer uma gravação comercial da canção na época devido à greve dos músicos de 1942-1944. Incapaz de gravar novas versões de "As Time Goes By", a RCA Victor relançou a gravação de 1931 de Rudy Vallée que se tornou um hit número um onze anos após seu lançamento original. Brunswick também relançou a gravação de Jacques Renard de 1931.
Hupfeld viveu toda a sua vida em Montclair, Nova Jersey e era um cliente regular do Robin Hood Inn (agora Valley Regency), uma taverna construída em 1922 na Valley Road, então parte de Upper Montclair. Ele passou muitas horas ao piano e escreveu várias de suas canções nesta taverna. Uma placa no segundo andar do Valley Regency Catering Facility em Clifton, Nova Jersey comemora a canção. Ele escreveu mais de 100 canções, incluindo "Let's Put Out the Lights (and Go to Sleep)" e a popular da Grande Depressão "Are You Making Any Money?".

## Composição e letras
A música foi originalmente publicada na tonalidade de Mi bemol maior. No filme, como cantada e tocada por "Sam", foi gravada em Ré bemol maior. Desde então, foi tocada em várias tonalidades sendo a mais comum a de Dó maior, mas também em Si bemol maior, como na gravação de Frank Sinatra, e outras tonalidades, incluindo Lá maior e Mi bemol maior.
Como muitos cantores posteriores, Wilson em Casablanca começa com "You must remember this, a kiss is still a kiss..." cantando apenas os versos e o refrão, omitindo o contexto da introdução: "This day and age we’re living in gives cause for apprehension, With speed and new invention and things like third dimension. Yet, we get a trifle weary with Mister Einstein’s theory, So we must get down to earth, at times relax, relieve the tension. No matter what the progress or what may yet be proved, The simple facts of life are such they cannot be removed". Apenas a versão de Binnie Hale move a introdução para o meio da música.

## Gráficos
A versão de Wilson foi relançada em algumas partes do mundo no final de 1977, incluindo o Reino Unido, onde alcançou a posição 15 em janeiro de 1978, e a Austrália, onde atingiu o pico de número 86 em março de 1978.
| Tabela (1978)                 | Pico |
| ----------------------------- | ---- |
| Australia (Kent Music Report) | 86   |

## Na cultura popular
"As Time Goes By" é tocado regularmente no seriado homônimo britânico de comédia romântica dos anos 90. No filme Na Linha de Fogo de 1993, dirigido por Wolfgang Petersen o ator Clint Eastwood toca brevemente esta peça no piano. No Brasil, o instrumental da canção era utilizado na introdução da Sessão de Gala enquanto o cover de Jimmy Durante, foi tema de Miguel (Tony Ramos) na telenovela Laços de Família (2000).
"As Time Goes By" se tornou um clássico do jazz gerando vários covers incluindo os de Frank Sinatra, Harry Nilsson, Billie Holiday, Rod Stewart, ZZ Top, Louis Armstrong e vários outros.